# 哈迪卡·奇亞尼
哈迪卡·奇亞尼（烏爾都語：حدیقہ کیانی，英語：Hadiqa Kiani，1974年8月11日—）是一名來自巴基斯坦的女歌手、作曲家及慈善活動家。她是巴基斯坦最知名的女歌手之一，曾多次在海外演出，場地包括英国皇家阿爾伯特音樂廳和美国约翰·肯尼迪表演艺术中心。
2006年，她被巴國政府授予平民最高榮譽「Tamgha-e-Imtiaz」，以表揚她在音樂上的貢獻。2010年，奇亚尼成為首位擔任联合国开发计划署親善大使的巴基斯坦女人。

## 外部連結
- 哈迪卡·奇亞尼的X（前Twitter）
- 哈迪卡·奇亞尼的Facebook專頁
- 哈迪卡·奇亞尼的Instagram帳戶